# 狩矢父娘シリーズ
『狩矢父娘シリーズ』（かりやおやこシリーズ）は、テレビ朝日系で2000年から2020年まで放送されていたテレビドラマシリーズ。原案は山村美紗で、主演は藤谷美紀。
第1作から第17作は（『土曜プライム』の一企画扱いに降格する前の）『土曜ワイド劇場』枠で放送された。また第18作は『土曜プライム・土曜ワイド劇場』での放送ではなく『ミステリースペシャル』枠、第19作は『日曜ワイド』枠（10:00 - 11:50）、第20作は『日曜プライム』枠（21:00 - 22:53）で放送。
正式な番組タイトルに「狩矢父娘シリーズ」がついたのは第16・17・19・20作のみで、それ以外は「山村美紗サスペンス 京都〇〇殺人事件」といったタイトル表示をされていた。
2020年の第20作をもって、20年間の放送に幕を閉じた。

## 概要
タウン情報誌の専属カメラマンである主人公の狩矢和美が殺人事件を目撃し（多くは取材中に）、父親である狩矢警部の心配をよそに、恋人で新聞記者の夏目利彦を巻き込んで取材と真相を追究する。ドラマの冒頭では、連続殺人のきっかけとなった過去の事件の映像が挿入される。
和美は毎回死体の第一発見者であり、事情聴取に来た和美が父親と鉢合わせして呆れられることや、取材のために事件に関連した職業に潜入取材を行い、これまた父親に見つかって怒られるというのが基本的なパターンである。事件のひとつには、必ず密室殺人が含まれている。

## キャスト

### 狩矢家
狩矢和美
演 - 藤谷美紀
本作のヒロイン。タウン誌出版社「唐竹企画」の記者兼カメラマン。京南大学マスコミ研究会の出身。
取材などで知り合った人物が事件に巻き込まれるも、写真を撮ることを忘れない。事件に目を向け、父が止めるのを聞かずに真相の究明に乗り出すというのがパターンとなっている。フィルムカメラを未だに愛用し、夏目にフィルム交換をさせている。いわゆる「花より団子」な性格で、父からは結婚の心配をされている。
気は強いほうだが美人ではあるため夏目以外からの男性に言い寄られることも多々ある。恋人の夏目が自分以外の女性と親しげになることは勿論、「かっこいい」などと褒められることも嫌がるほど独占欲が強い。
終盤で真犯人と対峙し、危険な目に遭ってしまい、夏目に助けられるのがお約束である。
狩矢荘助
演 - 田村亮
和美の父親。京都府警捜査一課 刑事（階級は警部）。
和美が事件に首を突っ込むことを良しとは思っていない。「早く夏目と結婚して身を固めてほしい」としばしば口にし、なかなか結婚に踏み切らない夏目の尻を叩いている。夏目と会うたびに親バカを発揮するコメディリリーフも担う。なお彼との初対面は娘とキスした後の抱擁場面を偶然見てしまうという非常に気まずい対面であった。
シリーズ中途からは事件現場での父娘のやりとりは部下からも察せられるようになる。
澄江によれば「狩矢家の漬物は自ら漬けるほどの料理上手」とのこと。第19作では猫アレルギーのようだ、と澄江によって語られ、猫がいたであろう部屋や証拠品の猫の毛でくしゃみをしている描写がある。
終盤では、娘のピンチに駆けつけて真犯人を逮捕する。悪は逃がさないタイプである。
狩矢澄江
演 - 中野良子
和美の母親。ジャズ好き。大抵、和装である。
荘助とは異なり、娘の結婚に焦りは感じておらず、加えて温厚すぎるところがあり、ときどき荘助から窘められている。
和美の「猪突猛進なところ」は「荘助似」だと感じており、事件に首を突っ込むことに寛容である。

### 京日新聞京都支局
夏目利彦
演 - 原田龍二（第3作 - ）
経歴：全日新聞京都支局（第3作では文化部所属）（第3作 - 第10作）
→ 京日新聞京都支局（第11作 - ）
記者。第3作の被害者である多田俊之とは同期入社で、多田の巻き込まれた事件を追ううちに和美と知り合い、後に恋人となった。
端正な顔立ちのため和美以外の女性から見惚れられることも多く彼女をヤキモキさせている。荘助との初対面は和美にキスしたあとに抱きしめている最中を偶然通りかかった荘助に見られるという何とも気まずいものであった。しかし現在は交際を認められており結婚も急かされている。

### 唐竹企画
山野美野里
演 - 山村紅葉
和美の勤務先の雑誌社「唐竹企画」社長兼編集長。事件について様々な想像をめぐらせながら、事件を探る和美の背中を押している。第５作で息子の太郎と二人暮らししている家に和美が訪れている。
木田洋一
演 - 宍戸開（第1作）
和美の相棒カメラマン。京南大学マスコミ研究会出身で和美とは同級生。和美に好意を持っていた。
細川
演 - 石原聡（第3作 - 第6作）、山口竜央（第8作）
和美の同僚社員。
柴田健治
演 - 山口竜央（第10作 - ）
和美の同僚社員。
中山清志
演 - 渋谷天外（第5作・第7作 - ）
美野里の恋人。無職のヒモ。美野里からは「清志ちゃん」と呼ばれ、和美が呆れるほどに美野里と仲良くしている。第５作で美野里と幼稚園からの幼馴染であると紹介されている。

### 京都府警察本部

#### 捜査一課
- 橋口 - 竜川剛（第1作 - 第6作・第9作 - 第15作・第17作 - ）、池田政典[3]（第7作・第8作）
シリーズを重ねるにつれ「第一発見者」を狩矢に報告するたびに困惑するようになってきてしまっている。
- 中田 - 日比野玲（第1作）
- 柴田 - 溝呂木賢（第4作）
- 福田 - 及川達郎[4]（第11作 - 第14作）
- 所 - 三角園直樹[5]（第11作）
- 永江 - 三角園直樹[5]（第12作）
- 清水 - 三角園直樹[5]（第13作）
- 山本 - 及川達郎[4]（第15作）
- 和田 - 三角園直樹[5]（第15作）
- 新木 - 東根作寿英（第16作）
- 落合 - 及川達郎[4]（第16作 - ）
- 田所 - 高谷恭平[6]（第16作 - 第17作）、三角園直樹（第18作）、内藤邦秋（第19作）、佐渡山順久（第20作）

#### 鑑識課
- 沢渡小春 - 宮嶋麻衣[7]（第14作）、東岡亜美[8]（第17作）
- 晶子 - 東岡亜美（第18作）
- 鑑識係員 - 北川大介（第19作・第20作）
- 前田 - 東岡亜美（第20作）

### ゲスト
第1作「京都貴船川殺人事件」（2000年）
- 林信彦（フリーター・京南大学 マスコミ研究会出身） - 東根作寿英
- 森三郎（第三広告企画室 社員・京南大学 マスコミ研究会出身） - 神保悟志
- 岸英治（マリ子の夫・レストランシェフ） - 伊東貴明
- 川村貴子（第三広告企画室 社員・京南大学 マスコミ研究会出身） - 寺田千穂
- 吉田エリ（青葉電気 社員） - 麻田かおり
- 大島智子（マリ子の大学時代のゼミの先輩） - 塚本加成子
- マンション管理人 - 窪田弘和
- 中川（多摩川南警察署 刑事） - 山形恵介
- 岸マリ子（妊婦・京南大学 マスコミ研究会出身） - 中山忍
- 杉下昭夫（青葉電気 社員） - 草刈正雄

第2作「京都〜札幌雪まつり連続殺人事件」（2002年）
- 西山百合子（札幌放送局のアナウンサー） - 相田翔子
- 石原剛（京都洛陽大学 講師・狩矢和美のパートナー・和美に好意を持っている） - 大沢健
- 野田美奈子（野田の妻） - 北原佐和子
- 柳沢高志（美奈子の不倫相手・京都洛陽大学 助教授） - 深江卓次
- 中村麻美（野田の研究室助手） - 田中千代
- 池上（北海道警察中央警察署 警部） - 小林勝彦
- 平岡（弁護士） - 峰蘭太郎
- 宅配ピザの配達員 - 吉川美咲
- 河村（京都洛陽大学 助教授） - 湯口和明
- クラブママ - つりたみづえ
- 北田昇次（借地人） - 佐川満男
- 野田秀一（京都洛陽大学 教授） - 田中健

第3作「京都紅葉寺殺人事件」（2002年）
- 須本芦夫（須本印刷 社長） - 佐戸井けん太
- 須本雪子（須本の妻） - 渡辺典子
- 多田俊之（全日新聞京都支局 社員・夏目利彦の同期） - 佐伯太輔
- 多田翔子（多田の妻・狩矢和美の高校の同級生） - 西尾まり
- 福本（須本の友人・たこ焼き屋主人） - 島木譲二
- 阿部（全日新聞京都支局 社員） - 柴田善行
- 保育士 - 吉野悦世
- アナウンサー - 遠藤さと美
- 記者 - 小野亮子
- お天気キャスター - 馬屋原圧子
- 刑事課長 - 山形恵介
- 小田房江（須本印刷 事務員） - 根岸季衣

第4作「京都祇園殺人事件」（2003年）
- あや乃（祇園一の芸妓・本名「徳大寺さつき」） - 田中美奈子（少女期：岡本伊代）
- 田辺義彦（和菓子屋の跡取り・あや乃の婚約者） - 志村東吾
- 徳大寺昭（あや乃の父・故人） - 浅田祐二
- 徳大寺美代子（昭の妻・あや乃の母・故人） - まつむら眞弓
- 豆ぎく（芸妓） -山本容子
- 相田（喫茶店店員） - 宮前安孝
- 花侑（芸妓） - 井上紀子
- 杉山（上田の知り合い） - 永田周作
- 水島洋三（あや乃の遠い親戚・漁師） - 山形恵介
- 水島信子（水島の妻） - 岡田千代
- 野田麻里子（女優） - 園英子
- 上田徳一（丹後銀行 元支店長） - 水上保広
- 石原太一（不動産会社社長） - 五王四郎
- 工藤恵美子（祇園のお茶屋「花力」女将） - 音無美紀子

第5作「京都・祇園祭り殺人事件」（2004年）
- 野上陽介（美也子の兄） - 生瀬勝久
- 太田節子（太田の妻） - 山下容莉枝
- 富川由紀子（映画評論家） - 星遙子
- 太田浩（西陣織の会社の社長） - 四方堂亘
- 野上美也子（狩矢和美の大学時代の友人・保険会社勤務） - 有沢妃呂子
- 水木雄二（会社社長） - 近藤康成
- 尾山めぐみ（陽介の婚約者） - 大寶智子
- めぐみの父親 - 峰蘭太郎
- 保険会社の美也子の同僚 - 町野あかり
- 撮影所のめぐみの同僚 大橋 - 小柳友貴美

第6作「花の棺」（2005年）
- 九条麗子（華道「京流」師範） - 秋本奈緒美
- 小川麻衣子（華道「東流」師範） - 国生さゆり
- 西川和彦（西川の息子） - 猪野学
- 西川鳳（華道「京流」家元） - 佐々木勝彦
- 東郷悠子（東郷の妻） - 大竹一重
- 東郷流風（華道「東流」家元） - 中原丈雄

第7作「京都花の艶殺人事件」（2006年）
- アキ（CLUB「フローラ」ホステス・本名「笠井玲子」） - 遠野凪子（4歳：梅原真子）
- 真央（CLUB「フローラ」ホステス・本名「川島央子」） - 山田まりや
- 高岡康祐（京洛病院 院長・婿養子） - 河西健司
- 美絵（CLUB「フローラ」ホステス） - 松下萌子
- Piano Pub「ふらーっと」ママ - 小柳友貴美
- 成美（CLUB「フローラ」ホステス） - 成田志織
- 由香（CLUB「フローラ」ホステス） - 松暢子
- 西川洛仙（日本画家） - 田中正之
- 荒井義幸（みやこ百貨店 社長） - 平澤洋爾
- 刑事 - 田井克幸
- 原口耕作（洛東銀行 支店長） - 柴田善行
- 小林（石丸の秘書） - 瀬田吉史
- 沢田涼子（CLUB「フローラ」ママ・元ホステス） - 涼風真世（幼少期：中村愛）
- 山岡（滋賀県警察 刑事） - 高谷恭平
- 沢田秀明（玲子の父・故人） - 浅田祐二
- 刑事 - 細川純一、山口幸晴
- 沢田真理（玲子の母） - まつむら眞弓
- 石丸遼太郎（代議士） - 大出俊

第8作「京都・花見小路殺人事件」（2007年）
- 白川貴絵（着付け教室講師） - 中原果南（少女期：渡辺万也）
- 飛鳥井誠司（京南医科大学附属病院 教授） - 中原丈雄
- 藤乃（芸妓、本名：川嶋奈緒子） - 今村恵子
- いち香（舞妓、本名：青木かおり） - 浜丘麻矢
- 三上悟（陽子の息子・京南医科大学附属病院 研修医） - 一條俊
- 白川（貴絵の父） - 大口兼悟
- 美鈴（舞妓） - 成田志織
- 白川（貴絵の母） - 西川敦子
- 三上陽子（置屋「よし乃」女将） - 酒井和歌子
- 遠山基晴（飛鳥井の妻の父・京南医科大学附属病院 前学部長） - 波多野博
- 豆菊（舞妓） - 野田香織
- 西勝彦（京南医科大学附属病院 教授） - 鶴田忍

第9作「京料理殺人事件」（2008年）
- 栗田麻子（栗田麻子おばんざい教室 店主） - 中山忍（少女期：小酒井円葉）
- 永井敦史（時代劇俳優） - 神保悟志
- 神田美奈代（神田の妻） - 岩本千春
- 醍醐（斬られ役専門のベテラン時代劇俳優） - 福本清三
- 綾駒（芸妓） - 棚橋幸代
- 神田克彦（着物デザイナー） - 峰蘭太郎
- 深山凛子（深山呉服店の長女・永井の婚約者） - 赤井沙希
- ホテルフロント - 瀬田吉史
- 栗田静江（麻子の母・故人） - 山路梨瀬
- 高田清子（永井のマネージャー） - 朝井千景
- 鑑識 - たくみ稜
- 鰻屋「かねよ」主人 - 及川達郎
- 鰻屋「かねよ」店員 - 大音奈々
- レポーター - 竹原圭祐
- 役者 - 有薗芳記
- 阿久田陽一（西陣織工房「阿久田」店主） - 平泉成

第10作「京都お茶会殺人事件」（2009年）
- 菊川千秋（菊川の娘・春樹の妹） - 遠藤久美子（少女期：久保有彩佳）
- 二条楓（二条の娘・春樹の恋人） - 前田愛
- 二条涼子（二条の後妻） - 大竹一重
- 本郷祐介（老舗和菓子屋「本郷堂」主人） - 筒井巧
- 竹本慎也（二条流の一番弟子） - 山崎直樹
- 若菜（祇園の芸妓） - 江口ナオ
- 菊川春樹（菊川の息子） - 坪田秀雄（少年期：久保宏将）
- 福田（刑事） - 瀬田吉史
- レポーター - 竹原圭祐、東岡亜美
- イタリアンレストラン店員 - アントニオ・スコット
- 菊川良成（老舗和菓子屋「菊寿庵」主人） - 不破万作
- 二条正臣（二条流家元） - 清水綋治

第11作「京都・美人女優連続殺人事件」（2010年）
- 江藤ゆかり（京友禅スタイリスト） - 宮本真希
- 大崎多香子（達也の姉・芸能事務所社長） - 小沢真珠
- 鷹崎達也（俳優・本名「大崎達也」） - 高橋光臣
- 中里みなみ（女優） - 小野麻亜矢
- 愛川有紀（映画の主演女優） - 中込佐知子
- 石黒絵理（ゆかりのアシスタント） - 山内明日
- 河嶋（達也の付き人） - 川原田樹
- 山崎（小道具） - 小泉敏生
- 江藤しずえ（ゆかりの妹） - 宮嶋麻衣
- 滝本行夫（映画監督） - 峰蘭太郎

第12作「京都・竜の寺密室殺人」（2011年）
- 佐野理恵（京洛ツーリストのツアーコンダクター） - 中島ひろ子
- 大前美保子（大前の妻） - 筒井真理子
- 内藤聡（倉科の弟子） - 林泰文
- 大前岳人（大前かばん 社長・婿養子） - 布川敏和
- 宮路香織（大前の浮気相手・元ホステス） - 小川奈那
- 原西和夫（ハラニシファイナンス 社長） - 山口幸晴
- 田神清子（ツアー客） - 辰見久子
- 小日向笑子（ツアー客） - 日向葵
- 石井瑞江（ツアー客） - 石井夕起子
- 中間千晶（ホステス） - 永田沙紀
- 横村悦子（家政婦） - 加藤祐子
- 丹沢（ハラニシファイナンス 社員） - 本山力
- 倉科孝蔵（高名な蒔絵師） - 西田健

第13作「京都・嵯峨野トロッコ列車殺人事件」（2011年）
- 中本あかね（きものリフォーム「あかね」店主） - 伊藤かずえ
- 戸辺侑哉（麻倉染物広報部 課長） - 湯江健幸
- 井丘尚美（麻倉染物広報部 社員） - 映美くらら
- 立田リカ（「クラブR」ママ） - 大家由祐子
- 相川みどり（「クラブR」ホステス） - 堀まゆみ
- 戸辺さき（戸辺の母・故人） - 岡田千代
- 酒井義夫（酒井仏具 社長・リカのスポンサー） - 峰蘭太郎
- ちとせ（クラブママ） - ひろみどり
- 福太郎（酒処「ますや」の客） - F・ジャパン
- 酒処「ますや」店員 - 夢志
- 中村カオリ（「クラブR」ホステス） - 中村彩実
- 藤川（さきの燐人） - 中井多栄子
- 奥田美恵子（ツアー客） - 辰見久子
- 浜口八重子（ツアー客） - 松田由美
- 佐藤恵子（ツアー客） - 稲垣陽子
- 野村映子（女優） - 大島蓉子
- 早田春平 - 深水三章

第14作「京都・華やかな密室殺人事件！」（2012年）
- 樋口万里子（竹山の担当編集者） - 佐藤藍子
- 松原みゆき（松原の妻・書道家） - 吉田羊
- 宮田弥生（祇園クラブママ） - 冨樫真
- 今井慶（町屋レストラン経営） - 比留間由哲
- 竹山将成（推理小説家） - 村杉蝉之介
- 今井早百合（今井の妻） - 舟木幸
- 富士川修（不動産会社会長） - 田中正之
- 樋口英樹 - 渡辺凱
- 高木（刑事） - 黒川英二
- よし乃（弥生の知人・芸妓） - 若尾夏希
- 相本みずほ（ツアー客） - 辰見久子
- 松原昭彦（京扇子職人） - 春田純一

第15作「京都グルメツアー殺人事件！」（2013年）
- 上村尚子（上村の妻） - 川上麻衣子
- 前島弘道（警備会社アルバイト） - 林泰文
- 五十嵐亜紀子（料理評論家） - 東風万智子
- 保田佳代（亜紀子のマネージャー） - 小橋めぐみ
- 竹内さとみ（洛栄観光 添乗員） - 久保田磨希
- 上村久志（おばんざい店「うえむら」店主） - 渋谷哲平
- 五十嵐京平（亜紀子の夫・五十嵐和食器 社長秘書） - 一條俊
- 七海朱里（看護学生・故人） - 宮嶋麻衣
- 保田謙（佳代の夫） - 山中正樹
- 中沢孝介（京南大学 テニスサークルOB） - 櫻井忍
- 中沢節子（孝介の母） - 三星登史子
- 水崎玲奈（ホステス） - 若尾夏希
- 鑑識員 - 永田沙紀
- 京南大学生 - 島居香奈
- 金沢真希（京南大学 テニスサークルOG） - 東岡亜美
- 木浦優子（京南大学 テニスサークルOG） - 彩希子
- 川手慎也（老舗料亭「瓢や」板長） - 内田朝陽

第16作「京都・嵐山〜鵜飼い殺人事件！」（2014年）
- 福田千早（法子の助手・おなおし屋店主） - 宮本真希（幼少期：久徳綾香）
- 栗本カオリ（クラブ「カオリ」ママ） - 高橋かおり
- 倉橋法子（「仲良し親子で行く京都文化体験ツアー」主催者） - 阿知波悟美
- 向井綾（向井の娘・女優） - かでなれおん
- 下平実（元板金工） - 村田充
- 柏田孝志（クラブ「カオリ」の客） - 下元年世
- 木坂尚太（元高校生・故人） - 泉翔太（幼少期：高橋幸聖）
- 撮影の助監督 - いわすとおる
- クレームをつけられる女性 - 七海薫子
- 和菓子「浅川堂」従業員 - 野田晋市
- 長谷川（恵恩学園 職員） - 宮田圭子
- 京洛法律事務所 秘書 - 楠見薫
- 向井信也（京洛法律事務所 弁護士） - 五代高之
- 浅川庄造（和菓子「浅川堂」店主） - 勝野洋

第17作「京都・開運ツアー殺人事件！」（2016年）
- 野々村永（書道講師） - 雛形あきこ（少女期：曽和瑠布子）
- 田邊美智子（田邊の妻・永の生徒） - 山下容莉枝
- 田邊隆明（西陣織「田邊」社長・婿養子で旧姓「三枝」） - 石橋保
- 早田綾子（無職・永の生徒） - 岩佐真悠子
- 西島エリ（クラブ「俳仯」ママ・本名「西島楓」） - 岩橋道子
- 倉持（田邊の友人） - 中川浩三
- 永崎未紗（ジュエリーデザイナー） - 七海薫子
- 生徒 - 島居香奈、清川千里
- 田邊幸人（田邊と美智子の息子） - 歳内王太
- 市川（新聞記者） - 上西雄大
- 葛西健太（葛西の孫） - 山本悠央
- 川上レイカ（クラブ「俳仯」ホステス） - 吉谷彩子
- 秋山葵（秋山の娘・元ジュエリーデザイナー・故人） - 木下あゆ美（15歳：後藤凪彩）
- 葛西洋子（葛西の妻） - 宮田圭子
- 葛西幸男（和菓子「京月庵」店主） - 西田健
- 秋山圭祐（体験STUDIO「舞斗」主人） - 梅沢富美男

第18作「京都〜神戸プロポーズ殺人事件！」（2017年）
- 梅宮栞（画家・「神戸お見合いクルーズ」参加者） - 星野真里（20年前：山口愛優理）
- 堀内剣（クラブのピアニスト） - 小柳心
- 川村ユリ（保育士と名乗るが、実はホステス・「神戸お見合いクルーズ」参加者） - 白羽ゆり
- 西森樹夫（洛北芸術大学 准教授・ピアニスト・「神戸お見合いクルーズ」参加者） - 比留間由哲（少年期：浦陸斗）
- 吉元虹（「レインボー占い」の占い師・「神戸お見合いクルーズ」参加者） - 岩崎ひろみ
- 樋口あずさ（「レインボー&レインボー」社員・「神戸お見合いクルーズ」参加者） - 黒坂真美
- 谷岡信吾（会社役員・「神戸お見合いクルーズ」参加者） - 高杉瑞穂
- 大木八重子（「神戸お見合いクルーズ」主催者） - 小柳友貴美
- 寺井サヤカ（ユリの同僚ホステス） - 信江勇
- ジョニー（ギタリスト） - ジェームス・コールマン
- マーガレット卑弥呼（「占いの館」代表） - 德上小夜子
- 松井進（洛北芸術大学） - 上西雄大
- 刑事部長 - 黒川英二
- 上松ひろみ（特別養護老人ホーム「鈴音の里」介護士） - 若宮藍子
- ウェイター - 北山一成
- 「ウエディングフェア」の司会 - 多賀勝一
- 西森由紀乃（樹夫の母・特別養護老人ホーム「鈴音の里」入所者） - 桑名裕紀子
- 桝井健太（「神戸お見合いクルーズ」参加者） - 三浦康彦
- 萬田（「神戸お見合いクルーズ」参加者） - 西久保くにかず
- 中野（「神戸お見合いクルーズ」参加者） - 徳竹みか
- 安藤（「神戸お見合いクルーズ」参加者） - あきみちよ
- 八上（兵庫県警 刑事） - 鷲尾昇
- 梅宮祐介（栞の兄・元ピアニスト・1年前転落死） - 長谷川朝晴（20年前：藤枝優希）

第19作「京都・どうぶつツアー殺人事件」（2017年）
- 如月ユリカ（タレント・元人気デュオ「ユリカ&優子」メンバー） - 東風万智子（「ユリカ&優子」時代：太田奈緒（当時AKB48））
- 吉崎塔子（ユリカの専属メイク兼同居人） - 大寶智子
- 橘優子（芸能事務所社長・元人気デュオ「ユリカ&優子」メンバー） - 菊池麻衣子（「ユリカ&優子」時代：山田菜々美（当時AKB48））
- 山岡純一郎（優子の夫・プロデューサー） - 大高洋夫
- 岡口智栄（ディレクター・和美の先輩） - 国木田かっぱ
- 赤間耕太（ココ動物病院 獣医） - 工藤俊作
- AD - 松永渚
- 鑑識係員 - 德上小夜子
- 飯塚（京都市動物園 従業員） - 空田浩志
- プロデューサー - 黒川英二
- アヤコ（アナウンサー） - 小塚舞子
- エリック・ビーン博士（英洛大学 動物行動学 教授・ゴリラの研究者） - ジェームス・コールマン
- カメラ担当 - 伊藤充
- 音声担当 - 水上竜士
- 大塚明日香（「都ニュース」アナウンサー） - 前川保志花
- 星田晃（ゴリラの研究者・ユリカの元恋人・エリックの後輩） - 林泰文

第20作「京都俳句ツアー殺人事件」（2020年）
- 鈴原敦八（ブライダルSuzu 代表） - 瀬川亮（幼少期：二宮輝生）
- 小野茉莉絵（女優） - 佐藤藍子
- 伏見京一（洛西大学 准教授） - 岡田浩暉
- 明石小雪（クラブホステス） - 仲村瑠璃亜
- 久米圭太（助監督） - 上地慶
- 大島翔平（京洛撮影所 スタッフ） - 本多力
- 一条彰（映画監督・茉莉絵の夫） - 岡雅史
- 宮部里美（ブライダルSuzu バスガイド） - たかはしあいこ
- 叶結依（脚本家・本名「川本結依」・2年前に保津峡で事故死） - 宮嶋麻衣（幼少期：中川江奈）
- 音葉（芸妓） - 二宮星
- 安村雅代（児童養護施設「星育園」園長） - 宮田圭子
- 武（タウンガイド「タンクトッププレス」記者） - 西川浩介
- コーヒーの出前店員 - 西川莉子
- 松下（週刊スパーク 記者） - 清川千里
- 京日新聞京都支局 記者 - 上西雄大
- 伊藤八重子（定食店「八重子」経営者・元芸妓「菊八」・鈴原の実母） - 藤吉久美子

## スタッフ
- 原案 - 山村美紗
- 脚本 - 梶本恵美（第1作 - 第6作）、石原武龍（第7作 - 第10作）、末安正子（第10作 / 石原武龍と共同）、波多野都（第11作 - 第15作）、守口悠介（第16作）、田中孝治（第17作）、谷慶子（第18作）、山上梨香（第20作）
- 音楽 - 藤原いくろう
- 監督 - 上杉尚祺、近藤一彦
- ゼネラルプロデューサー - 関拓也（テレビ朝日）
- 現プロデューサー - 藤崎絵三（テレビ朝日）、榎本美華（東映）
- 旧プロデューサー - 関拓也（テレビ朝日）、塙淳一（テレビ朝日）、三輪祐見子（テレビ朝日）、亀岡正人（東映）、田中憲吾（東映）、小林由幸（東映）、丸山真哉（東映）
- 制作 - テレビ朝日、東映

## 放送日程
- 第13作は2017年4月23日の『日曜ワイド』で、ミステリー傑作選として再放送された。

| 話数 | 放送日         | サブタイトル                     | 原作                                                          | 脚本              | 監督     | 視聴率 |
| ---- | -------------- | -------------------------------- | ------------------------------------------------------------- | ----------------- | -------- | ------ |
| 1    | 2000年10月28日 | 京都貴船川殺人事件               | 「京都貴船川殺人事件」                                        | 梶本惠美          | 上杉尚祺 | 12.3%  |
| 2    | 2002年03月30日 | 京都〜札幌雪まつり連続殺人事件   | 「札幌雪まつりの殺人」                                        | 梶本惠美          | 上杉尚祺 | 15.3%  |
| 3    | 11月23日       | 京都紅葉寺殺人事件               | 「京都紅葉寺殺人事件」                                        | 梶本惠美          | 上杉尚祺 | 16.3%  |
| 4    | 2003年06月14日 | 京都祇園殺人事件                 | 「京都祇園殺人事件」 「天の橋立殺人事件」                     | 梶本惠美          | 上杉尚祺 | 17.0%  |
| 5    | 2004年08月14日 | 京都・祇園祭り殺人事件           | 「京都夏祭り殺人事件」                                        | 梶本惠美          | 上杉尚祺 | 12.4%  |
| 6    | 2005年04月02日 | 花の棺                           | 「花の棺」                                                    | 梶本惠美          | 上杉尚祺 | 13.4%  |
| 7    | 2006年04月08日 | 京都花の艶殺人事件               | 「京都花の艶殺人事件」                                        | 石原武龍          | 上杉尚祺 | 15.6%  |
| 8    | 2007年04月07日 | 京都・花見小路殺人事件           | 「京都花見小路殺人事件」                                      | 石原武龍          | 上杉尚祺 | 13.7%  |
| 9    | 2008年05月24日 | 京料理殺人事件                   | 「京料理殺人事件」 （「京都絵馬堂殺人事件」所収）             | 石原武龍          | 上杉尚祺 | 12.0%  |
| 10   | 2009年05月02日 | 京都お茶会殺人事件               | 「ミス振袖殺人事件」                                          | 石原武龍 末安正子 | 上杉尚祺 | 13.4%  |
| 11   | 2010年04月24日 | 京都・美人女優連続殺人事件       | 「京都清水坂殺人事件」                                        | 波多野都          | 上杉尚祺 | 13.0%  |
| 12   | 2011年02月05日 | 京都・竜の寺密室殺人             | 「竜の寺殺人事件」 （「流れ橋殺人事件」所収）                 | 波多野都          | 上杉尚祺 | 16.2%  |
| 13   | 10月22日       | 京都・嵯峨野トロッコ列車殺人事件 | 「嵯峨野トロッコ列車殺人事件」 （「長良川鵜飼殺人事件」所収） | 波多野都          | 上杉尚祺 | 15.8%  |
| 14   | 2012年10月06日 | 京都・華やかな密室殺人事件！     | 「華やかな密室」                                              | 波多野都          | 上杉尚祺 | 13.2%  |
| 15   | 2013年10月05日 | 京都グルメツアー殺人事件！       | 「京都グルメ旅行殺人事件」                                    | 波多野都          | 上杉尚祺 | 12.9%  |
| 16   | 2014年08月30日 | 京都・嵐山〜鵜飼い殺人事件！     | 「長良川鵜飼殺人事件」                                        | 守口悠介          | 上杉尚祺 |        |
| 17   | 2016年01月30日 | 京都・開運ツアー殺人事件！       | 「京都詩仙堂殺人事件」                                        | 田中孝治          | 上杉尚祺 | 11.5%  |
| 18   | 2017年03月23日 | 京都〜神戸プロポーズ殺人事件！   | 「京都・神戸殺人事件」                                        | 谷慶子            | 上杉尚祺 | 09.3%  |
| 19   | 09月24日       | 京都・どうぶつツアー殺人事件     | 「猿を抱いた少女」                                            | 谷慶子            | 近藤一彦 |        |
| 20   | 2020年02月23日 | 京都俳句ツアー殺人事件           | 「京都見合旅行殺人事件」 （「愛人旅行殺人事件」所収）         | 山上梨香          | 近藤一彦 | 10.6%  |

- 視聴率はビデオリサーチ調べ、関東地区・世帯・リアルタイム